# Tarnowscy (gałąź rudnicka)

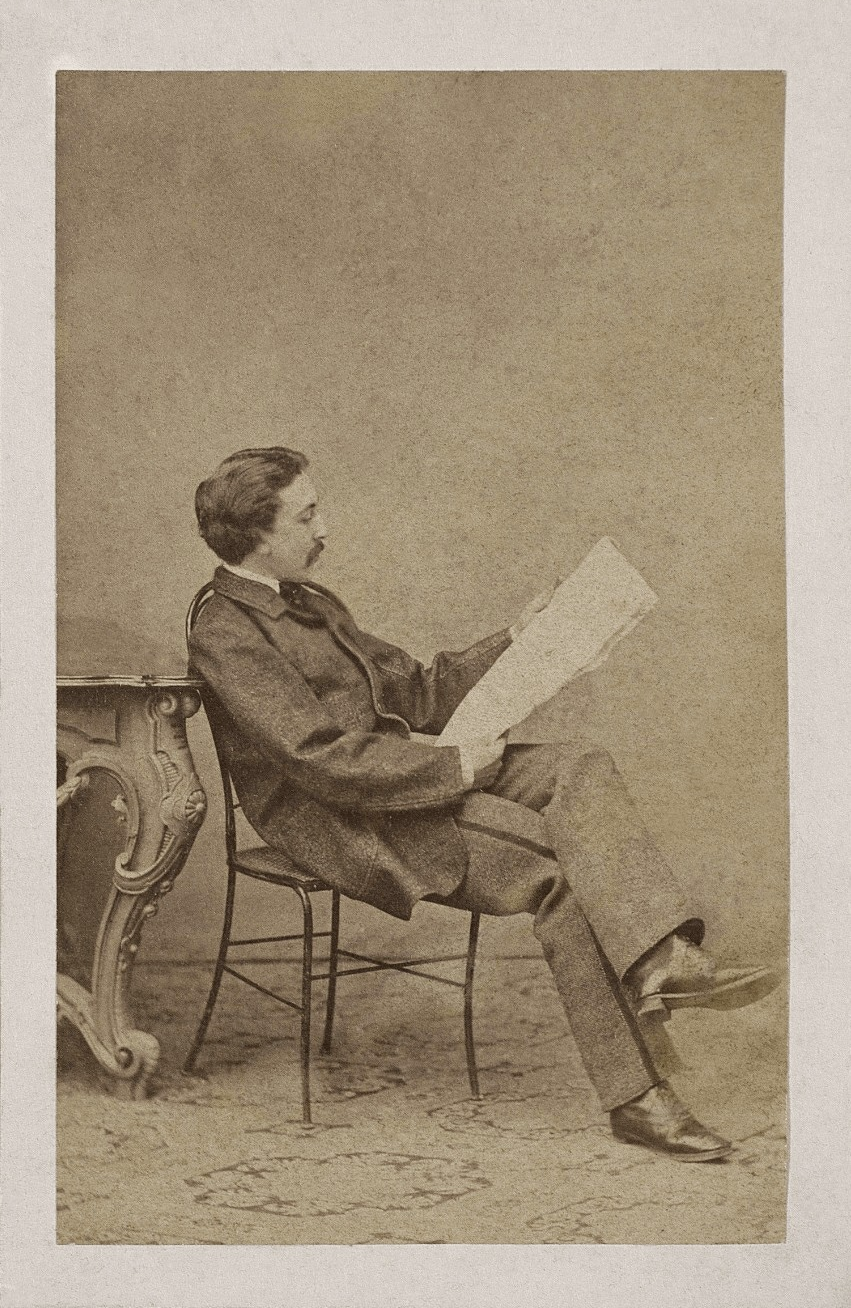
Stanisław Tarnowski – fotografia Ludwiga Angerera wykonana w Wiedniu w roku 1863.

Gałąź rudnicka Tarnowskich herbu Leliwa – gałąź polskiego rodu Tarnowskich herbu Leliwa z gniazdem w Rudniku nad Sanem.

## Geneza
Gałąź wywodzi się z linii wielowiejsko-dzikowskiej od małżeństwa Jana Bogdana Tarnowskiego i Gabryeli Małachowskiej h. Nałęcz, których syn Stanisław Tarnowski jest pierwszym jej przedstawicielem. Nazwa linii bierze się od majątku w Rudniku nad Sanem, który zakupiwszy Stanisław z żoną Różą-Marią Branicką osiedli.

## Wywód pokoleń[1][2]
| Rodzice założyciela linii | Jan Bogdan Tarnowski (1805-1850) ∞ 1829 Gabryela Małachowska h. Nałęcz        | Jan Bogdan Tarnowski (1805-1850) ∞ 1829 Gabryela Małachowska h. Nałęcz         | Jan Bogdan Tarnowski (1805-1850) ∞ 1829 Gabryela Małachowska h. Nałęcz        | Jan Bogdan Tarnowski (1805-1850) ∞ 1829 Gabryela Małachowska h. Nałęcz        |
| 1 pokolenie               | Stanisław Kostka Tarnowski (1837- 1917) ∞ 1874 Róża-Maria Branicka h. Korczak | Stanisław Kostka Tarnowski (1837- 1917) ∞ 1874 Róża-Maria Branicka h. Korczak  | Stanisław Kostka Tarnowski (1837- 1917) ∞ 1874 Róża-Maria Branicka h. Korczak | Stanisław Kostka Tarnowski (1837- 1917) ∞ 1874 Róża-Maria Branicka h. Korczak |
| 2 pokolenie               | Elżbieta z d. Tarnowska (1875-1955) ∞ 1898 Janos Esterhazy zu Galantha        | Jadwiga z d. Tarnowska (1879- 1945) ∞ 1901 Hilary Aleksander Bniński h. Łodzia | Hieronim Tarnowski (1884-1945) ∞ 1914 Wanda Zamoyska h. Jelita                |                                                                               |

| 2 pokolenie linii rudnickiej | Hieronim Tarnowski (1884-1945) ∞ 1914 Wanda Zamoyska h. Jelita | Hieronim Tarnowski (1884-1945) ∞ 1914 Wanda Zamoyska h. Jelita                                                         | Hieronim Tarnowski (1884-1945) ∞ 1914 Wanda Zamoyska h. Jelita                                  |
| 3 pokolenie                  | Zofia Róża Jadwiga Maria Elżbieta z d. Tarnowska (1917-2009) ∞ 1937 Andrzej zw. „Bubiś” Tarnowski z linii wielowiejsko-dzikowskiej ∞ 1945 Mjr Ivan William Stanley Moss | Stanisław-Kostka Stefan Jan Tarnowski (1918-2006) ∞ 1939 Zofia Cecylia Jaxa-Chamiec ∞ 1950 Ada Lubomirska h. Szreniawa | Artur Jan Amor Tarnowski (1930-) ∞ 1980 Bridget Astor ∞ 1989 Elżbieta Isabella Badeni h. Bończa |